# Franciszek Ścibor
Franciszek Ścibor (ur. 1 września 1862 w Dobczycach, zm. 17 maja 1941 tamże) – polski prawnik, polityk, senator I kadencji w Senacie II RP.

## Życiorys
Franciszek Ścibor był najstarszym dzieckiem dobczyckich mieszczan: szewca Wincentego i Marii ze Szczęchów. Jego dziadek, Tomasz Ścibor był radnym miejskim tamże.
Uzyskawszy stypendium rady miasta (12 złotych reńskich w lipcu 1873 roku) po skończeniu szkoły podstawowej kontynuował naukę w Gimnazjum św. Anny w Krakowie, a w roku 1881 rozpoczął studia na wydziale prawno-politycznym Uniwersytetu Jagiellońskiego, gdzie był uczniem m.in. Michała Bobrzyńskiego i Fryderyka Zolla.
W 1892 roku został adiunktem sądowym w Wojniczu.
W roku 1922 został wybrany  z ramienia PSL „Piast” senatorem I kadencji z województwa małopolskiego.

## Upamiętnienie
20 maja 2002 roku na górze zamkowej w Dobczycach odsłonięto tablicę pamiątkową honorującą Franciszka Ścibora, jednego z najbardziej zasłużonych dobczycan. Uroczystość została połączona z 640-leciem nadania Dobczycom praw miejskich.